# IC 2785
IC 2785 је спирална галаксија у сазвјежђу Лав која се налази на листи објеката дубоког неба у Индекс каталогу.
Деклинација објекта је + 13° 23' 30" а ректасцензија 11h 23m 15,3s. Привидна величина (магнитуда) објекта IC 2785 износи 15,2 а фотографска магнитуда 16,0. IC 2785 је још познат и под ознакама NPM1G +13.0271.